# La Main dans le sac (film, 1916)
Pour les articles homonymes, voir La Main dans le sac (homonymie).
Pour plus de détails, voir Fiche technique et Distribution.
La Main dans le sac est un film muet français réalisé par Georges Monca, sorti en 1916.

## Fiche technique
- Titre : La Main dans le sac
- Réalisation : Georges Monca
- Scénario :
- Photographie :
- Montage :
- Société de production : Pathé Frères
- Société de distribution : Pathé Frères
- Pays de production :  France
- Langue : film muet avec les intertitres en français
- Format : Noir et blanc — 35 mm — 1,33:1 — Muet
- Genre : Comédie
- Durée : 20 minutes et 30 secondes
- Métrage : 610 mètres
- Date de sortie : 
  - France : 21 janvier 1916

## Distribution
- Charles Prince : Rigadin